# Catharine Simonsen
Catharine Elisabeth Simonsen, født Rysslaender (7. marts 1816 i København – 3. maj 1849 sammesteds) var en dansk operasanger (sopran).
Fru Simonsen optrådte ved Det Kongelige Teater. Hun blev udnævnt til kongelig kammersangerinde i 1843. Da hun som 33-årig døde i barselseng efterlod hun 8 mindreårige børn samt sin mand, violinisten Sophus Simonsen (1810–1857). Blandt hendes børn var den senere operasanger Niels Juel Simonsen.